# Heros

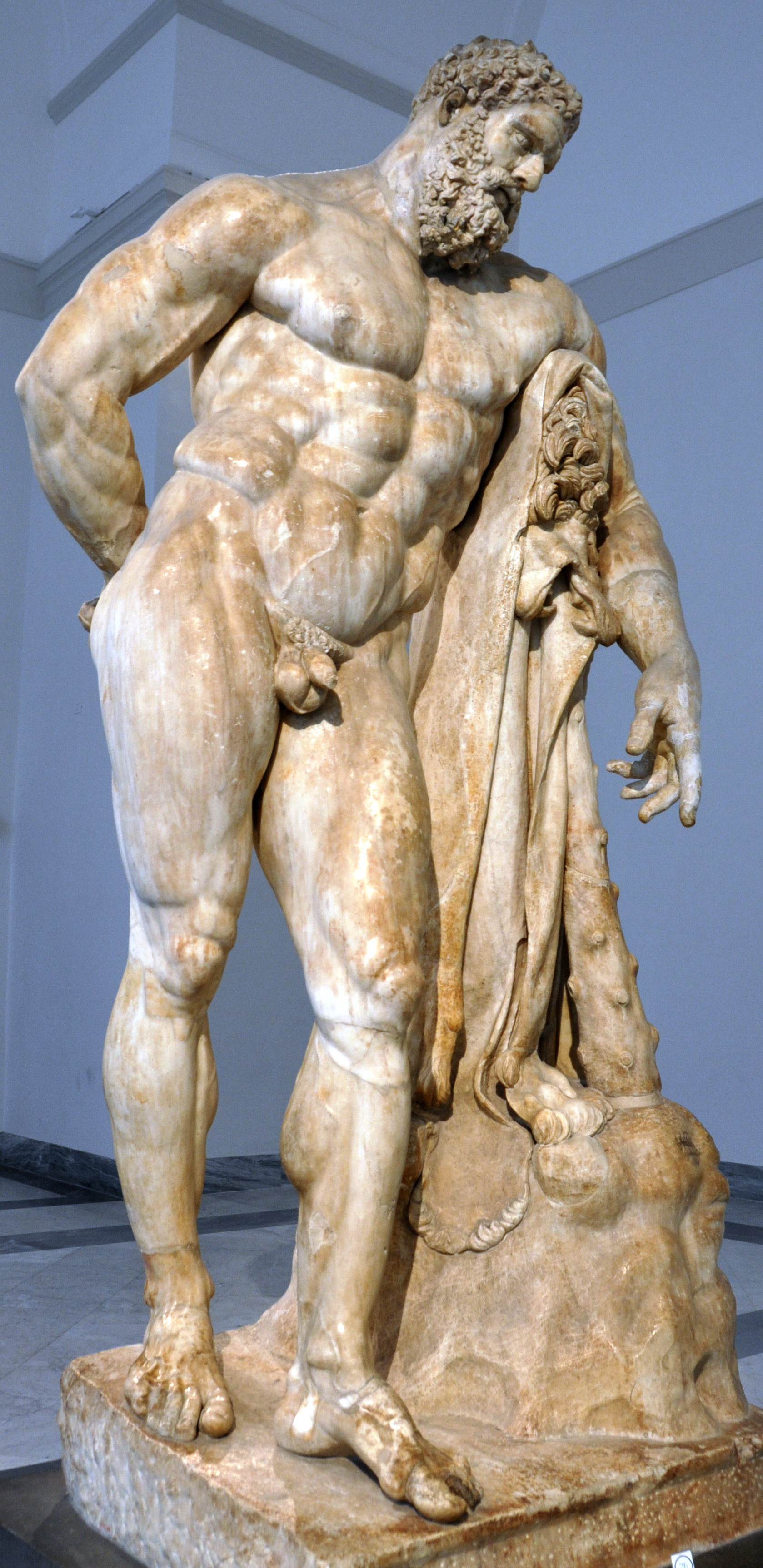
Statua dell'eroe Eracle, detta Eracle Farnese (Museo Archeologico Nazionale di Napoli). Dopo la sua ultima fatica, Eracle si riposa appoggiandosi ad una roccia dove ha posato la sua clava e la leonté (la pelle del Leone Nemeo, frutto della sua prima fatica).

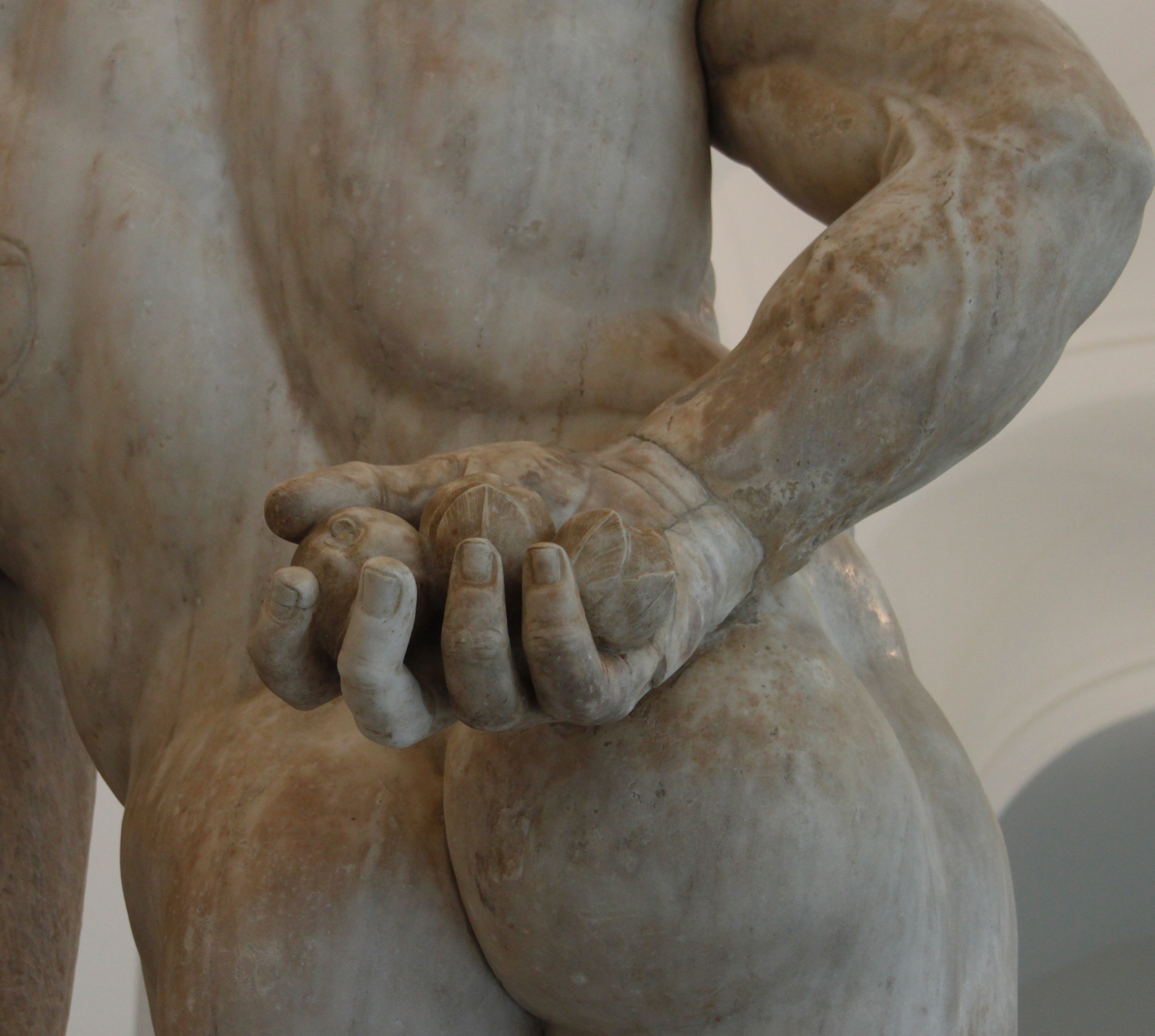
La mano destra dietro la schiena tiene i pomi d'oro appena rubati nel giardino delle Esperidi.

Heros (ἥρως hḗrōs; in italiano Eroe) è il termine greco antico con cui si indica, nella religione, nella mitologia e nella filosofia greca, un essere che si pone su un piano intermedio tra l'uomo e la divinità.

## Origine del termine
L'origine del termine ἥρως è incerta anche se è attestato già in Lineare B come 𐀴𐀪𐀮𐀬𐀁 (ti-ri-se-ro-e) ("tre volte eroe", indica un grande eroe divinizzato; identificato anche con il dio Tritopator).
Per gli studiosi moderni il termine ἥρως è comunque collegabile al sanscrito vedico vīrá (in devanāgarī devanāgarī  वीर, sostantivo maschile nel significato di "condottiero" o "eroe") come al latino vir (uomo di valore) ma anche al gotico vair e all'anglosassone wer, dal protoindoeuropeo *wih-rós.
Per Pierre Chantraine il collegamento è invece con la radice, sempre indoeuropea, di *ser-, da cui il latino servare ("custodire") come ad indicare che allo hḗrōs viene celebrato il culto affinché egli offra protezione. Che il significato sia religioso è evidenziato, ad esempio, dallo stesso Pierre Chantraine.
Una etimologia certamente di fantasia fu proposta da Platone nel Cratilo:
(Platone, Cratilo 398 c-d. Trad. di Maria Luisa Gatti in Platone. Tutti gli scritti (a cura di Giovanni Reale). Milano, Bompiani, 2008, p.147)

## Caratteristiche degli eroi

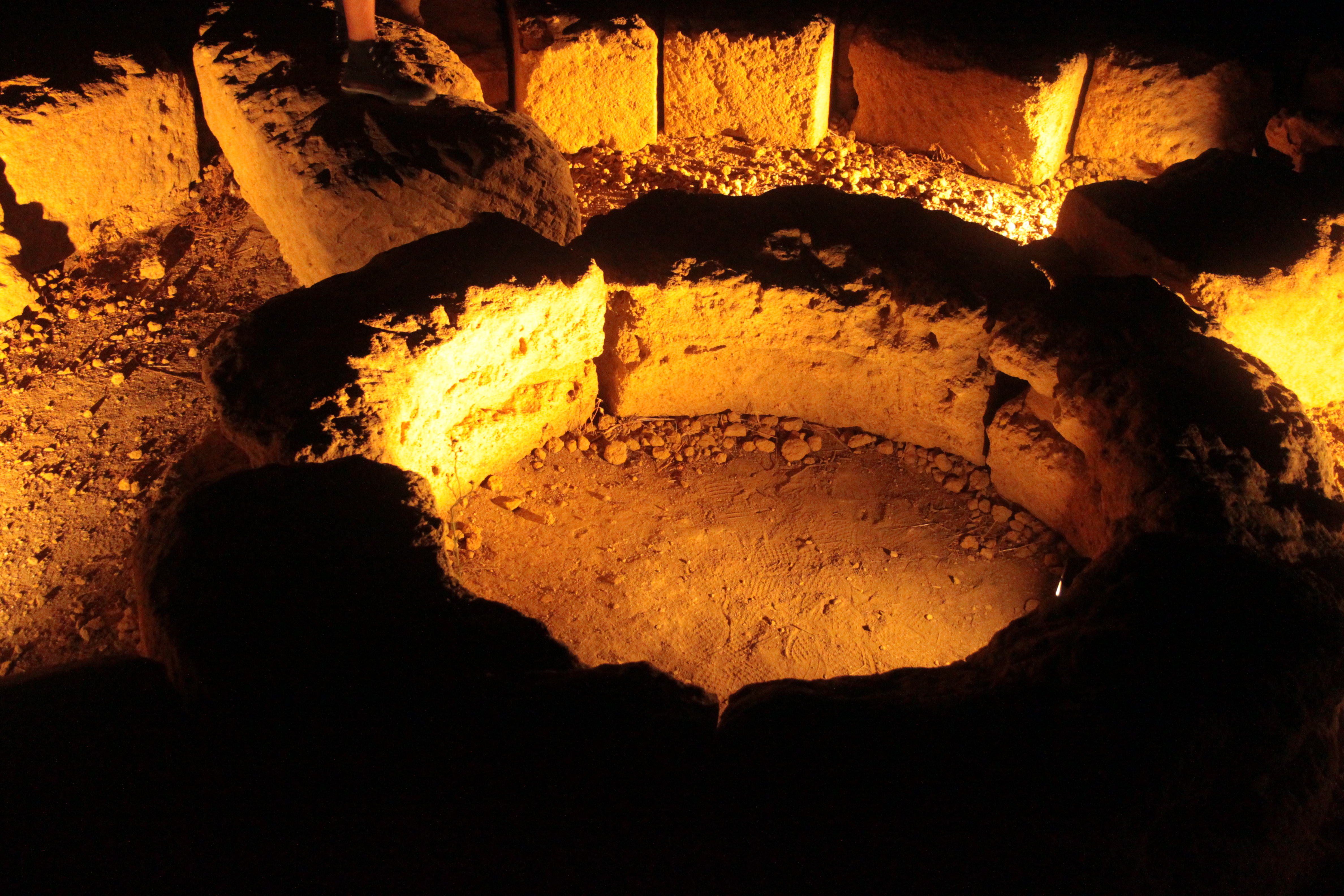
La fossa del bothros, l'altare della religione greca dedicato alle divinità ctonie e al culto degli eroi, conservato presso la Valle dei Templi di Agrigento. Tale culto si svolgeva a partire dalla sera per mezzo di libagioni (χοαί, choaí) di sangue, vino o latte versato in una fossa (bothros) o in un altare basso (eschara), ma anche per mezzo di sacrifici cruenti che seguivano le libagioni, ma l'animale, in genere dal manto nero, veniva immolato con la testa rivolta verso il terreno e bruciato integralmente (ἐναγισμός enagismós), non seguiva quindi il banchetto rituale (δαίς daís).

Con il termine ἥρως (Héros, "Eroe") si indica nella religione greca un essere che si pone su un piano intermedio tra l'uomo e la divinità. Ciò è evidente già nel periodo omerico dove tali "esseri" vengono appellati come ἡμίθεοι (semidèi). Platone conferma questa suddivisione aggiungendo anche la categoria dei Dèmoni – già presenti in Esiodo, ma come stato di post mortem della generazione aurea e in qualità di tutori del genere umano.
Esiodo ci dice che gli eroi sono la quarta generazione (dopo le stirpi dell'oro, dell'argento e del bronzo) subito prima dell'avvento degli uomini:
(Esiodo. Le opere e i giorni (traduzione dal greco di Cesare Cassanmagnago). Milano, Bompiani, 2009, p. 189)
Gli eroi per quanto di natura eccezionale, sono simili e vicini agli uomini, nelle loro vene scorre sangue e non icore (ichór) e non possiedono poteri soprannaturali. E seppur nella cultura omerica, gli eroi sono coloro che nei poemi vengono cantati per le loro gesta, successivamente tale termine occorre ad indicare tutti coloro che, morti, dalla loro tomba (ἡρῷον hērōion) sono in grado di condizionare, positivamente o negativamente, la vita dei vivi e che per questo richiedono degli appropriati culti. Tale sviluppo è generato dalla convinzione che nei poemi omerici vengano cantati uomini con caratteristiche eccezionali rispetto ai mortali. Eroi non sono solo i "semidei" cantati da Omero ed Esiodo, ma anche personaggi, mitici o meno, alla cui tomba si presta un culto, come Giacinto, il giovine amato da Apollo al centro di un complesso rituale iniziatico o, per uscire dall'ambito strettamente "eroico", la vergine Ifinoe a cui sacrificano le fanciulle prima di maritarsi.
Come già ricordava Erwin Rohde nel testo classico Psiche, l'associazione degli eroi alla nozione di "semidio" non inerisce a un loro presunto aspetto spirituale o alla natura di uomini glorificati, quanto piuttosto all'essere uomini figli di uomini e di dèi, dove la presenza di questa parentela occorreva per il loro innalzamento a un rango "divino". Esiodo collegava questa parentela al periodo in cui dèi e uomini convivevano, generando insieme la stirpe degli eroi che combatté a Tebe e a Troia. In occasione di quest'ultima guerra, il re degli dèi Zeus decise tuttavia di allontanare gli dèi dagli uomini.
I primi documenti in nostro possesso che indicano un culto dedicato agli eroi corrispondono ad un frammento inerente a Mimnermo e a un testo di Porfirio che richiama una legge di Draconte:
(Porfirio, Astinenza dagli animali (traduzione dal greco di Angelo Raffaele Sodano). Milano, Bompiani, 2005, p. 359)